# Lauritz.com
Lauritz.com ist ein Auktionshaus für Kunst, Designermöbel, Antiquitäten und Luxusartikel in Nordeuropa. Die Online-Auktionsplattform ist der wichtigste Geschäftszweig des Lauritz-Konzerns. Daneben bestehen Stockholms Auktionsverk, sowie QXL in Dänemark und Norwegen. Lauritz unterhält 13 Filialen.

## Geschichte

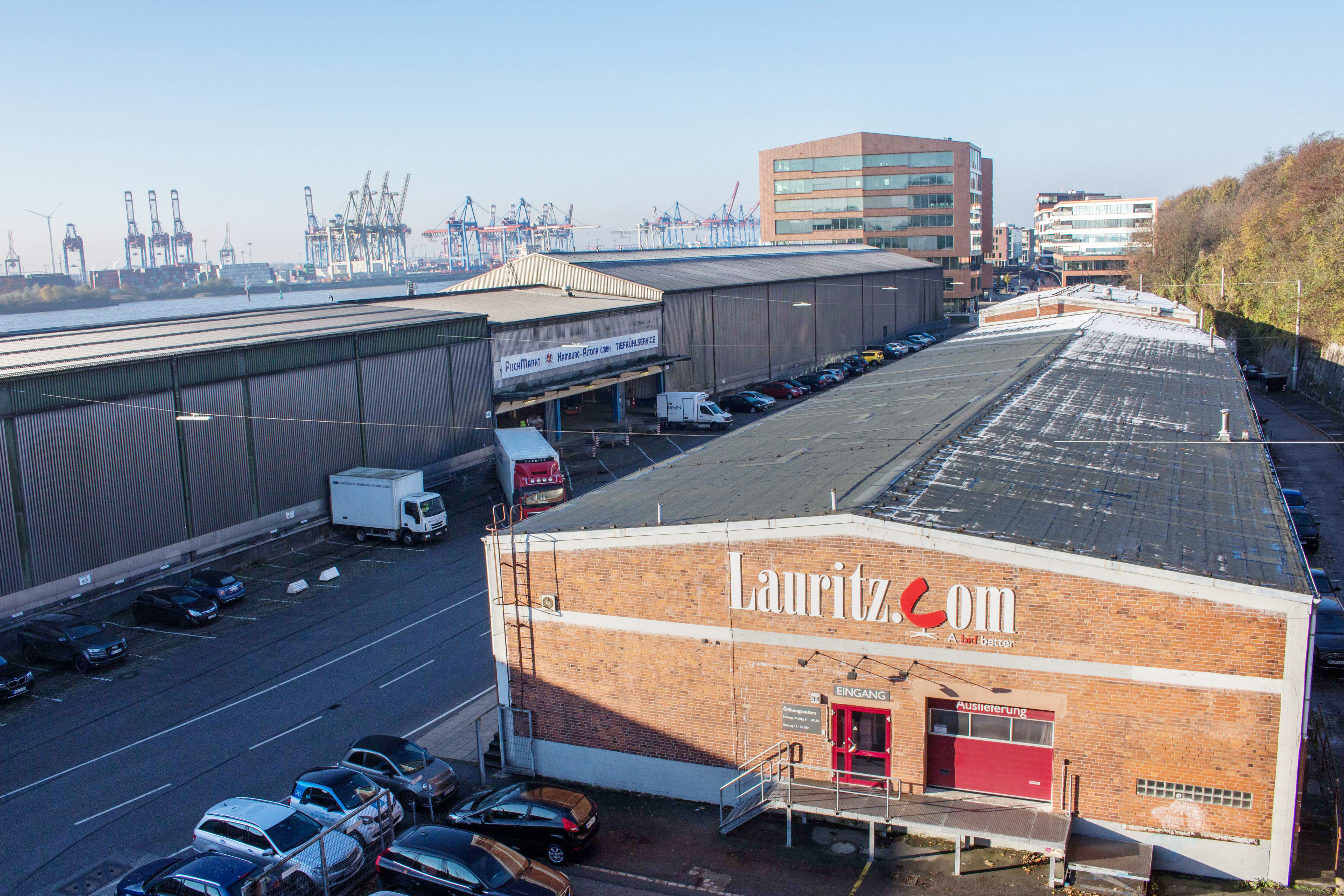
Ehemalige Lauritz.com-Filiale in Hamburg

Lauritz Christensen Auktioner wurde im Jahre 1885 gegründet. Von dem anfänglichen Firmensitz am Søtorvet in Kopenhagen hatte sich das Haus im Laufe der Jahre als kleines, seriöses und traditionelles Auktionshaus etabliert.
1998 wurde das bis dahin familiengeführte Auktionshaus von Bengt Sundstrøm übernommen. Seine Hauptidee war es, die Auktionen aus dem physischen Raum ins Internet zu bringen. Im Dezember 1999 wurde aus Lauritz Christensen die Lauritz.com A/S. Die erste Internetauktion begann am 9. Dezember 1999 und endete 14 Tage später.
Seit Frühjahr 2000 gibt es nur noch Internetauktionen. Die Gebote werden ausschließlich im Internet abgegeben, wo alle Waren mit Beschreibung, Foto und Schätzpreis präsentiert werden. Jeden Tag starten etwa 1800 Auktionen, die in der Regel sieben Tage laufen. Lauritz.com hat 362 Mitarbeiter, davon sind knapp die Hälfte Schätzungsexperten. Das Unternehmen machte im Jahr 2015 einen Umsatz von rund 145 Millionen Euro.
Im März 2013 kaufte Lauritz den Rivalen QXL in Dänemark und Norwegen auf, sowie im September 2014 das Auktionshaus Stockholms Auktionsverk.
Lauritz verfügte 2017 über 27 Auktionshäuser, verteilt auf 5 Länder (Deutschland, Dänemark, Belgien, Schweden und Norwegen), wo Verkäufer täglich Waren einliefern und Käufer diese besichtigen konnten. Bis 2022 hat Lauritz jedoch bis auf eine belgische Filiale alle Häuser außerhalb Dänemarks wieder geschlossen und so die Zahl seiner Filialen auf 13 verringert.
Seit dem 22. Juni 2016 werden die Aktien des Unternehmens im Nasdaq First North Premium gehandelt.
Am 11. Juli 2023 wurde der Konkurs über das Unternehmen eröffnet. Im August 2023 übernahm auktionshuset.com die Geschäfte des Auktionshauses.